# 臺北市立實踐國民中學
臺北市立實踐國民中學（英語：Taipei Municipal Shijian Junior High School），簡稱實踐國中，位於臺灣臺北市文山區，前身為「臺灣省台北巿五省立中學木柵聯合分部」。地理位置鄰近臺北市立景美女子高級中學、臺北市文山區實踐國民小學。

## 沿革
1955年6月，配合中央政府「防空疏散政策」，台灣省立師範大學附屬中學(現國立臺灣師範大學附屬高級中學)行政會議決定疏散地點在木柵鄉內湖段樟腳村，並主辦成立台北市立五省中木柵聯合分部。8月分部正式成立，初期校址在台北縣木柵鄉樟腳村港墘路36號，招收高中1班、國中3班。11月新校舍完工，正式搬遷至現址。1956年7月停辦高中部，原有高中學生返回師大附中註冊。11月新教室與宿舍落成。
至1961年，臺灣省政府教育廳將木柵分部改隸省立板橋高中(現新北市立板橋高級中學)，但仍委由師大附中代管，校名為「省立師範大學附屬中學木柵分部」。後代管至1968年8月，木柵分部撥歸台北市政府，改制為「台北市立實踐國民中學」。

## 歷任校長
以下所列歷任校長為1968年7月改隸台北市政府，更名為台北市立實踐國民中學後派任：
| 任屆 | 校長   | 任期開始  | 任期結束  |
| ---- | ------ | --------- | --------- |
| 1    | 張彤書 | 1968年7月 | 1971年8月 |
| 2    | 李先治 | 1971年8月 | 1975年8月 |
| 3    | 李澄圳 | 1975年8月 | 1984年8月 |
| 4    | 徐駿德 | 1984年8月 | 1985年8月 |
| 5    | 杜惠平 | 1985年8月 | 1994年8月 |
| 6    | 紀淑和 | 1994年8月 | 1997年8月 |
| 7    | 彭桂梅 | 1997年8月 | 2001年8月 |
| 8    | 池石吉 | 2001年8月 | 2009年8月 |
| 9    | 吳順來 | 2009年8月 | 2012年8月 |
| 10   | 廖純英 | 2012年8月 | 2019年8月 |
| 11   | 莊玫欣 | 2019年8月 | 現任      |

## 事件
2005年6月，實踐國中教師因學生表現優異，請7年15班全班同學飲用珍珠奶茶，結果導致28名學生疑似食物中毒送醫。
2016年11月1日，台北市議員戴錫欽於質詢中提出，實踐國中女籃隊原先練習時間為下午4點半到晚間7點，卻因周四和周五同時段卡到教職員運動時間，校方竟要求球隊換地點練習。時任台北市教育局長曾燦金則回應師生權益若有衝突，應以學生為優先，而校方已回覆，未來周一到周五都會讓學生使用；不過，戴錫欽仍不滿痛批，校方先前不願退讓，知道要質詢才火速表示同意，曾燦金則承諾，後續會繼續督導校方。